# Helen Priscilla McLaren
Helen Priscilla Rabagliati (de née McLaren; 1851-1934) fue una feminista del Reino Unido, filántropa y activista por la mejora en la salud, la condición de la mujer y el cambio político.

## Biografía
Era hija de Duncan McLaren y Priscilla Bright McLaren (hermana de John Bright). Hermana de Charles McLaren, primer barón de Aberconway y Walter McLaren.  Se casó con Andrea Rabagliati, médico escocés, el 25 de mayo de 1877. Tuvieron cinco hijos, incluidos Euan Rabagliati, Duncan Silvestro Rabagliati OBE, Catherine Rabagliati MBE (alcaldesa de Paddington) y Herman Victor Rabagliati. 
Como muchas mujeres acomodadas McLaren estuvo involucrada en la política conservadora de base aunque sus antecedentes eran radicalmente diferentes. Sus familiares eran progresistas que lucharon por el voto para las mujeres y Priscilla Bright McLaren podría considerarse como la primera escocesa sufragista.
Después de 1900 fue muy prominente en la política de mujeres conservadoras de West Riding. 
McLaren fue presidenta de la Asociación Unionista de Mujeres Ben Rhydding durante 28 años y del Club de Mujeres Conservadoras de Wharfedale con sede en Ilkley durante varios años después de la Primera Guerra Mundial. 
Sus contribuciones más importantes y duraderas a Bradford se centraron en la educación y la salud pública. Fundó junto a su marido un hospicio llamado Catherine's Home en Bradford en 1893. Durante la Primera Guerra Mundial, fue presidenta del Comité de Hospitalidad Belga de Damas en Ilkley alojando incluso refugiados en su casa.
Más tarde, en 1892, dejó a su marido en Bradford y se mudó a Whinbrae para continuar con su trabajo participando activamente en Mother´s Union en Ben Rhydding, una casa de maternidad para mujeres jóvenes sin apoyo llamada St. Monica's. 
Murió el 3 de enero de 1934 a los 82 años. 

## Premios y reconocimientos
- En 1918 Médaille de la reine Elisabeth, concedida por el Rey de los Belgas en reconocimiento a la ayuda y asistencia prestada personalmente a los refugiados y soldados belgas durante la guerra.[4]
- Miembro de la Orden del Imperio británico MBE